# Двејн Олман
Хауард Двејн Олман (енгл. Howard Duane Allman; 20. новембар 1946 —29. октобар 1971) био је амерички гитариста, сезонски музичар, суоснивач и вођа Олман брадерс бенда све до своје смрти у саобраћајној несрећи 1971. када је имао 24 године.
Олман брадерс бенд је основан 1969. године са седиштем на југоистоку Сједињених Америчких Држава. У раним 1970-им, бенд је имао велики успех. Олман је најбоље упамћен по својој краткој, али утицајној каријери у бенду, а посебно по својом изражајном слајд свирању гитаре и инвентивних импровизујућих вештина. 2003. године, Ролинг стоун часопис је поставио Олмана на 2. место на њиховој листи "100 највећих гитариста свих времена", иза Џими Хендрикса. 2011. године је постављен на 9. место. Његов тон (постигнут са Гибсон Лес Пол гитаром и два 50-ватна бас Маршал појачала) је именован за један од најбољих гитарских тонова свих времена, по часопису "Guitar Player".
Тражен како студијски музичар и пре и за време његовог боравка у бенду, Двејн Олман је наступао са признатим музичким звездама као што су Кинг Кертис, Арета Френклин, Вилсон Пикет и Херби Ман. Он је такође допринео у великој мери на 1970. албуму Layla and Other Assorted Love Songs од Дерека и Доминоса.
Двејн Олманову вештину као гитаристе су допуњавали његови лични квалитети као што су његов интензитет, погон и способност да извуче најбоље из других у стварању музике. И даље га зову по његовом надимку "Небески пас" ("Skydog")